# 格里內半島

格里內半島在南喬治亞島的位置

54°21′S 36°26′W / 54.350°S 36.433°W
格里內半島（英語：Greene Peninsula）是南極洲的半島，位於南喬治亞島，處於莫雷納灣和昆伯蘭東灣主翼之間，由英國南極名稱諮詢委員會命名，以該國的苔蘚學家命名。